# Vittorio Casagrande
Vittorio Casagrande (* 8. Juli 1934 in Vittorio Veneto; † 9. Juli 2008 in München) war ein deutsch-italienischer Schlagersänger und Schauspieler.

## Leben
Casagrande kam während des Zweiten Weltkriegs im Alter von 10 Jahren mit seiner Familie nach München. Der Leiter des Kinderchores des Bayerischen Rundfunks entdeckte sein Gesangstalent und förderte ihn.
Casagrande machte in München eine Lehre als Kirchen- und Schriftenmaler und verbrachte seine Wanderjahre in der französischsprachigen Schweiz in Genf. Zurückgekehrt nach München, arbeitete Casagrande als italienischer Staatsbediensteter im italienischen Fremdenverkehrsamt ENIT.
1973 wurde der Entertainer von der Münchner Faschingsgesellschaft Narrhalla zum Faschingsprinzen erkoren.
Neben seinen zahlreichen Engagements als Sänger und Schauspieler war Vittorio Casagrande ein leidenschaftlicher Maler.
Am 9. Juli 2008 verstarb er im Alter von 74 Jahren in seinem Haus in München. Im Beisein seiner Frau Marlene (eine ehemalige Balletttänzerin) und seiner Söhne Sandro und Claudius wurde er auf dem Münchner Westfriedhof beigesetzt.

## Werk
In den 1950er Jahren wurde er mit seiner Band Die Rivieras in München zu einer lokalen Berühmtheit. 1961 wurde er in einem Schwabinger Beatclub von Paul Kuhn entdeckt, der ihm zu einem Schallplattenvertrag bei der Electrola in Köln verhalf. In den 1960er-Jahren wurde er mit den Hits Volare und Tintarella di Luna, der sich 500.000 Mal verkaufte, bekannt. Im Jahr 1962 konnte er mit dem Titel Liebe, die nie vergeht einen deutschsprachigen Hit landen, worauf zahlreiche Plattenveröffentlichungen folgten. Seinen Beamtenjob hängte er 1965 an den Nagel und wechselte ins Profilager. Seinen größten Erfolg hatte er 1969 mit dem Titel Eine Gitarre und tausend Illusionen.
Es folgten Auftritte als Sänger in zahlreichen Fernsehshows, wie zum Beispiel in Musik ist Trumpf, So schön wie heut', so müßt' es bleiben und Zum Blauen Bock. Auch war er einer der ersten westdeutschen Schlagersänger, die in die DDR eingeladen wurden. 1978 hatte er ein 14-tägiges Engagement in der Stadthalle von Karl-Marx-Stadt, dem heutigen Chemnitz. Er war auch im DDR-Fernsehen mit einem Auftritt in der Musiksendung Ein Kessel Buntes zu sehen.
Neben seiner Arbeit als Sänger war er auch als Schauspieler tätig. In der ZDF-Serie Zimmer 13 von 1968 spielte Vittorio Casagrande eine Hauptrolle. Neben häufigeren kleineren Rollen in Serien wie Salto Mortale, Ein Fall für zwei und Der Alte war er 1996 in der Krimireihe SK-Babies als Onkel Rosario zu sehen. In Helmut Dietls Film Rossini – oder die mörderische Frage, wer mit wem schlief hatte er eine kleine Rolle als Stammgast des Lokales, in der Kultserie Irgendwie und Sowieso ist er als Hotelier am Gardasee zu sehen. Zuletzt hatte er 1999 im Forsthaus Falkenau einen Auftritt.

## Musiktitel (Auswahl)
- 1960: Tintarella di luna
- 1962: Liebe, die nie vergeht
- 1963: Der Liebling von allen / Amor, mon amour, my love
- 1963: Warum willst du gehen? / Julietta
- 1964: Jeder Weg, den ich geh’ / Und was hab’ ich heut’?
- 1964: Cinderella / Ja, das war einmal
- 1965: Fremdes Feuer / Warum kommst du nicht zu mir
- 1965: Die Nacht, als wir uns begegnet / Mia Cara
- 1965: Il Mondo / Angelique
- 1967: Mit dir leben und sterben / Ich sah dich nie
- 1967: Summer Love / Flug Nr. 310
- 1968: Leben und Lieben / Bonita Muchacha
- 1968: Wenn ich heimkomm’ zu Dir / Das Leben ist schön
- 1969: Eine Gitarre und tausend Illusionen
- 1970: Maria, Maria / Eine heiße Spur
- 1972: Wovon träumst du? / Blau ist der Himmel
- 1973: Ach hätt’ ich ihr bloß keine Kuckucksuhr gekauft / Das Föhnlied
- 1973: Sommertage am Meer / Ich hab Dich lieb, Nicole
- 1976: Schenk mir einen Platz in deinem Herzen / Roma Romanella
- 1996: Blau war die Nacht (als die Gitarre klang) / Ciao, Ciao Marina

## Alben (Auswahl)
- 1999: Eine Gitarre und tausend Illusionen (Bear Family)
- 2007: Addio Venezia (MCP)